# (6671) Concari
(6671) Concari – planetoida z pasa głównego okrążająca Słońce w ciągu 4 lat i 336 dni w średniej odległości 2,89 j.a. Została odkryta 5 lipca 1994 roku w Obserwatorium Palomar przez Eleanor Helin. Nazwa planetoidy pochodzi od Paolo Concariego (ur. 1978), włoskiego astronoma amatora. Nazwa została zaproponowana przez S. Foglię. Przed nadaniem nazwy planetoida nosiła oznaczenie tymczasowe (6671) 1994 NC1.